# 踊る阿呆に見る阿呆
踊る阿呆に見る阿呆（おどるあほうにみるあほう）は、江戸時代の京都からの言葉。

## 概要
どちらも似たようなものであるということを例える場合に用いられている言葉である。

## 由来
この言葉は1839年の京都で行われた豊年踊りに使われていたという記録がある。この豊年踊りというのは1839年の京都市中で起きた熱狂的な踊り現象であった。大丸呉服店の寄進で瀧尾神社の造営と修復の竣工がされたのであるが、そのお祝いと豊年に安堵した盛り上がりが民衆までも巻き込み熱狂的に踊り歩く騒動となっていた。この騒動で踊る阿呆に見る阿呆と言われていたのであった。この騒動が徳島にまでも伝わり、もともと徳島にあった阿波踊りと融合して現代の阿波踊りでもこの言葉が用いられるようにまでなった。